# Harry Strauss
Harry „Pittsburgh Phil“ Strauss (* 28. Juli 1909 Williamsburg, Brooklyn, New York City; † 12. Juni 1941 im Sing-Sing-Gefängnis in Ossining, New York) war ein US-amerikanischer Auftragsmörder der Murder, Inc. und wird heute der Kosher Nostra zugerechnet.

## Leben
In den 1930ern wurde Strauss wegen diverser Vergehen, unter anderem Diebstahl und Drogenhandel, insgesamt 18-mal verhaftet, aber in keinem Fall verurteilt.
Harry Strauss gehörte zum Umfeld von Louis Buchalter und folgte ihm in die Murder, Inc., als sie durch Meyer Lansky und Lucky Luciano als Exekutivorgan des National Crime Syndicate gebildet wurde.
Strauss soll an der Ermordung von 500 Personen beteiligt gewesen sein. Er verfügte über ein breites Spektrum an Tötungstechniken. Neben Schusswaffen kamen auch Messer, Eispickel oder eine Feueraxt zum Einsatz. Er ertränkte aber auch Opfer oder beerdigte sie bei lebendigem Leib, falls er sie nicht vorher erwürgt hatte.
1935 wurde gegen Strauss ein Haftbefehl wegen Mordes erlassen. Martin Goldstein, Louis Capone und Strauss wurde vorgeworfen, den Doppelmord an Joseph Amberg und Morris Kessler gemeinschaftlich geplant und ausgeführt zu haben. Die beiden Opfer waren in einer Brooklyner Autogarage erschossen worden. Während die Anklage gegen Capone fallengelassen wurde, mussten sich Strauss und Goldstein vor Gericht verantworten. Das Verfahren wurde jedoch eingestellt, nachdem sechs Zeugen nicht mehr in der Lage waren, die beiden Angeklagten als Täter zu identifizieren.
Am 12./13. September 1936 war er zusammen mit Louis Capone, Philip Cohen, Emanuel Weiss und James Ferraco an der Ermordung von Joseph Rosen, dem Besitzer eines Süßigkeitengeschäfts in Brooklyn, beteiligt, der damit gedroht hatte, gegen Louis Buchalter auszusagen.
1937 beteiligten sich  Strauss und Abraham Levine an der Ermordung von Walter Sage, einem Mitglied der Bande um Abe Reles und Harry Maione, indem sie die unmittelbaren Täter Irving Cohen und Jacob Drucker bei der Tatausführung unterstützten.
Als Abe Reles als Pentito gegen Buchalter aussagte, war auch das Schicksal von Strauss besiegelt. Strauss wurde wegen des Mordes an Irving „Puggy“ Feinstein und fünf anderen Personen am 5. September 1939 verhaftet.

„Pep hat einen Eispickel. Happer hat ein Fleischerbeil. Von der Art, mit dem man hackt, wissen Sie, ein Metzger-Fleischerbeil. Abby packt [den bewusstlosen] Rudnick an den Füßen und zerrt ihn zum Auto hinüber. Pep und Happy packen ihn am Kopf. Sie stecken ihn ins Auto. Einer sagt: „Es passt nicht“. Gerade als sie den Körper hineinpressen, gibt dieser ein leichtes Stöhnen oder so was von sich. Sofort fängt Pep damit an, mit dem Eispickel auf Whitey einzustechen. Maione sagt: „Lass mich dem Bastard einen verpassen!“, und er schlägt ihm mit dem Fleischerbeil irgendwo auf den Kopf.“

Noch vor Buchalter, der 1944 folgte, wurde Strauss am 12. Juni 1941 in Sing Sing auf dem Elektrischen Stuhl hingerichtet.